# Бульбоцибулина

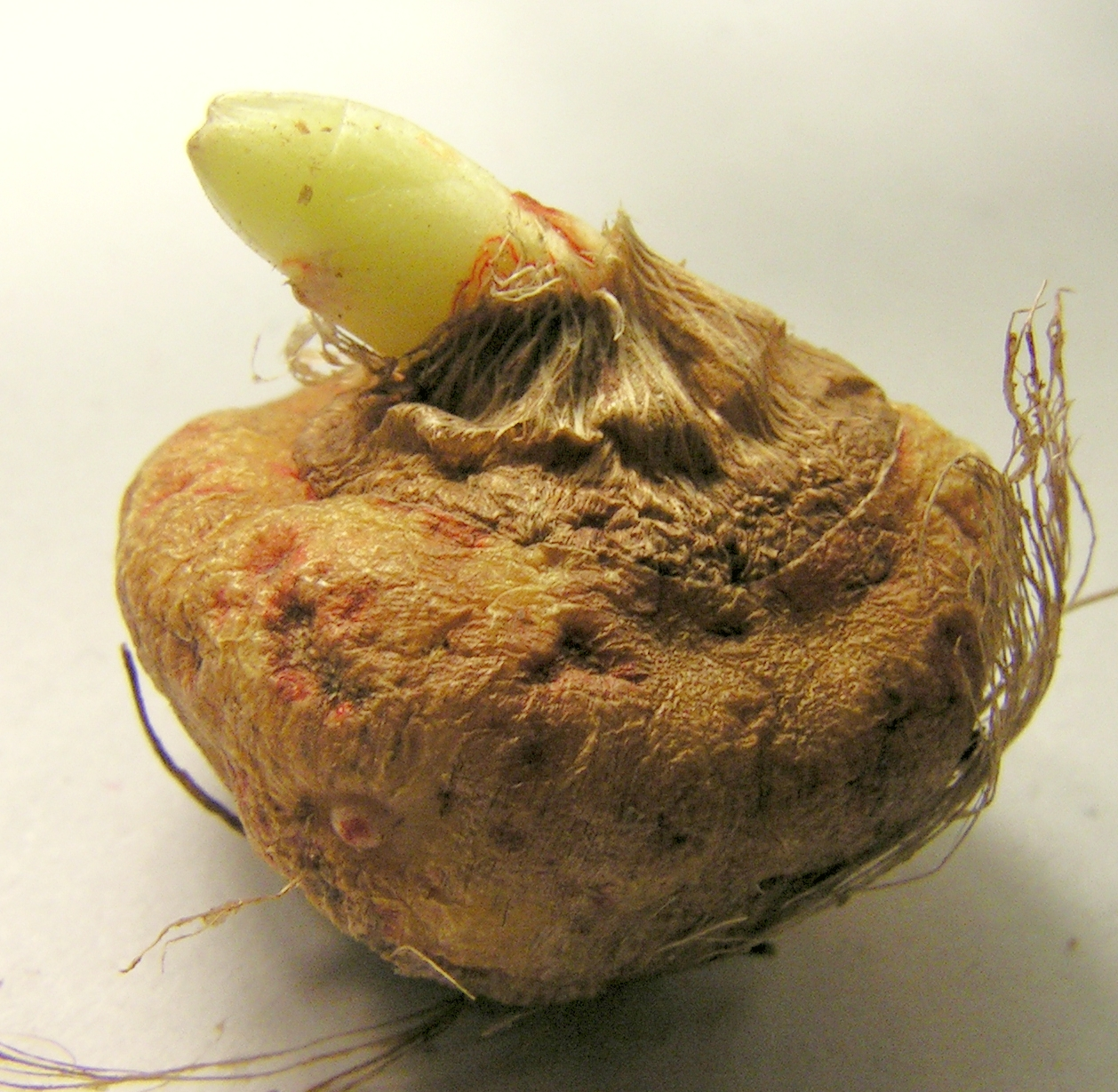
Ixia sp.: бульбоцибулина

Бульбоцибулина — підземний видозмінений  пагін рослини, зовні схожий на цибулину, але за будовою подібний до бульби. Усі листкові луски у бульбоцибулини сухі, а запасні поживні речовини відкладаються у м'ясистій стебловій частині. Бульбоцибулина властива, зокрема, представникам родів Crocus та Косарики. Її стебло накопичує і зберігає поживні речовини.
Бульбоцибулини Xanthosoma використовують в їжу.